# Munir Ahmed Dar
Munir Ahmed Dar (28. března 1935 Amritsar, Indie – 1. června 2011) byl pákistánský pozemní hokejista, člen stříbrného týmu z olympiády v Melbourne v roce 1956 a stříbrného týmu z olympiády v Tokiu v roce 1964. V Melbourne nastoupil pouze ve finálovém utkání proti Indii, v Tokiu nastoupil ve všech utkáních a pětkrát se prosadil gólově.